# WVV Wageningen in het seizoen 1960/61
Het seizoen 1960/1961 was het zevende jaar in het bestaan van de Wageningense betaaldvoetbalclub Wageningen. De club kwam uit in de Eerste divisie B en eindigde daarin op de 10e plaats. Tevens deed de club mee aan het toernooi om de KNVB beker, hierin werd het team in de groepsfase uitgeschakeld.

## Wedstrijdstatistieken

### Eerste divisie B
|       | Be Quick | Blauw-Wit | DHC   | EBOH  | Excelsior | Eindhoven | Go Ahead | Heerenveen | Helmond | Heracles | 't Gooi | RCH   | SHS   | Sittardia | SVV   | VSV   | ZFC   |
| ----- | -------- | --------- | ----- | ----- | --------- | --------- | -------- | ---------- | ------- | -------- | ------- | ----- | ----- | --------- | ----- | ----- | ----- |
| Thuis | 3 – 2    | 0 – 1     | 0 – 1 | 6 – 0 | 4 – 2     | 3 – 0     | 1 – 3    | 5 – 2      | 1 – 3   | 3 – 2    | 2 – 2   | 3 – 0 | 2 – 1 | 2 – 0     | 0 – 2 | 2 – 2 | 5 – 2 |
| Uit   | 4 – 3    | 4 – 1     | 5 – 0 | 2 – 1 | 4 – 3     | 3 – 0     | 4 – 5    | 3 – 1      | 3 – 4   | 1 – 1    | 7 – 0   | 5 – 1 | 0 – 2 | 3 – 2     | 1 – 1 | 2 – 0 | 0 – 3 |

### KNVB beker
| Groepsfase                                              | Wageningen                                                                    | 4 – 1 (2 – 1) | N.E.C.             |
| 14 augustus 1960 Plaats: Wageningen De Wageningse Berg  | Aart Budding 24' Gerrit van der Weerthof 40', 63' (pen.) Ton van de Weerd 68' |               | 25' Theo Slijkhuis |
| Groepsfase                                              | Elinkwijk                                                                     | 4 – 1 (2 – 0) | Wageningen         |
| 17 augustus 1960 Plaats: Utrecht Amsterdamsestraatweg   | Michel Kruin 34', 44' Chris Oomen 67', 85'                                    |               | 47' Chris Geutjes  |
| Groepsfase                                              | Wageningen                                                                    | 3 – 1 (1 – 0) | Velox              |
| 18 september 1960 Plaats: Wageningen De Wageningse Berg | Puck Eliazer 25', –' Aart Budding 62'                                         |               | 53' Leen Morelisse |
| Groepsfase                                              | AGOVV                                                                         | 6 – 0 (2 – 0) | Wageningen         |
| 12 februari 1961 Plaats: Apeldoorn Berg & Bos           | Sietze de Vries 1', 62' Freek Kraijer –', 86' Dick Faber 75', 81'             |               |                    |

## Statistieken Wageningen 1960/1961

### Eindstand Wageningen in de Nederlandse Eerste divisie B 1960 / 1961
| Stand | Gespeeld | Gewonnen | Gelijk | Verloren | Punten | Doelpunten voor | Doelpunten tegen |
| ----- | -------- | -------- | ------ | -------- | ------ | --------------- | ---------------- |
| 10e   | 34       | 14       | 4      | 16       | 32     | 70              | 76               |

### Topscorers
| #                 | Naam                   | Goal |
| ----------------- | ---------------------- | ---- |
| 1.                | Chris Geutjes          | 18   |
| 2.                | Ton van de Weerd       | 15   |
| 3.                | Charley van de Weerd   | 10   |
| 4.                | Hans van Eeden         | 6    |
| 4.                | Henk Vreekamp          | 6    |
| 4.                | Gerrit van de Weerthof | 6    |
| 7.                | Aart Budding           | 3    |
| 7.                | Leo Kuhnen             | 3    |
| 9.                | Purcy Eliazer          | 2    |
| Onbekend doelpunt |                        |      |
| –                 | Onbekend               | 1    |
| Totaal            | Totaal                 | 70   |

| #      | Naam                    | Goal |
| ------ | ----------------------- | ---- |
| 1.     | Aart Budding            | 2    |
| 1.     | Puck Eliazer            | 2    |
| 1.     | Gerrit van der Weerthof | 2    |
| 4.     | Chris Geutjes           | 1    |
| 4.     | Ton van de Weerd        | 1    |
| Totaal | Totaal                  | 8    |